# Murnauer Moos

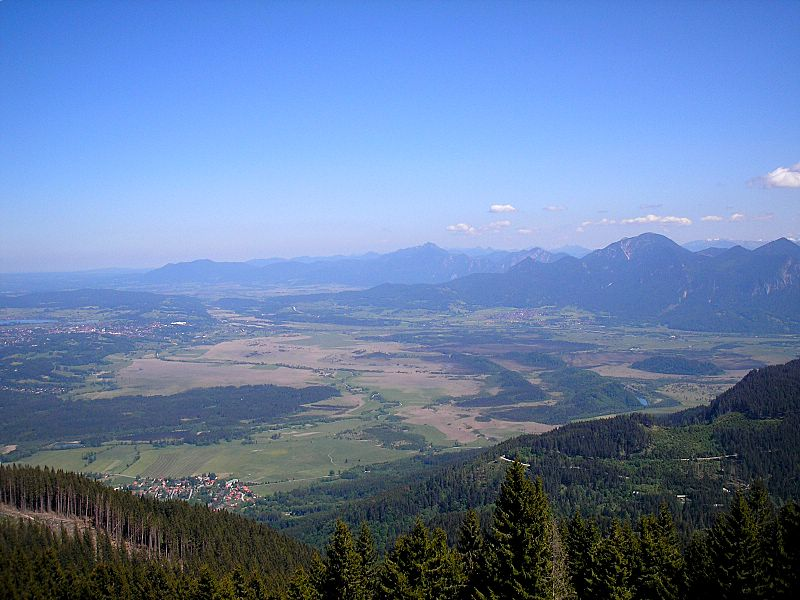
Das Moos vom Hörnle; Blick nach Osten

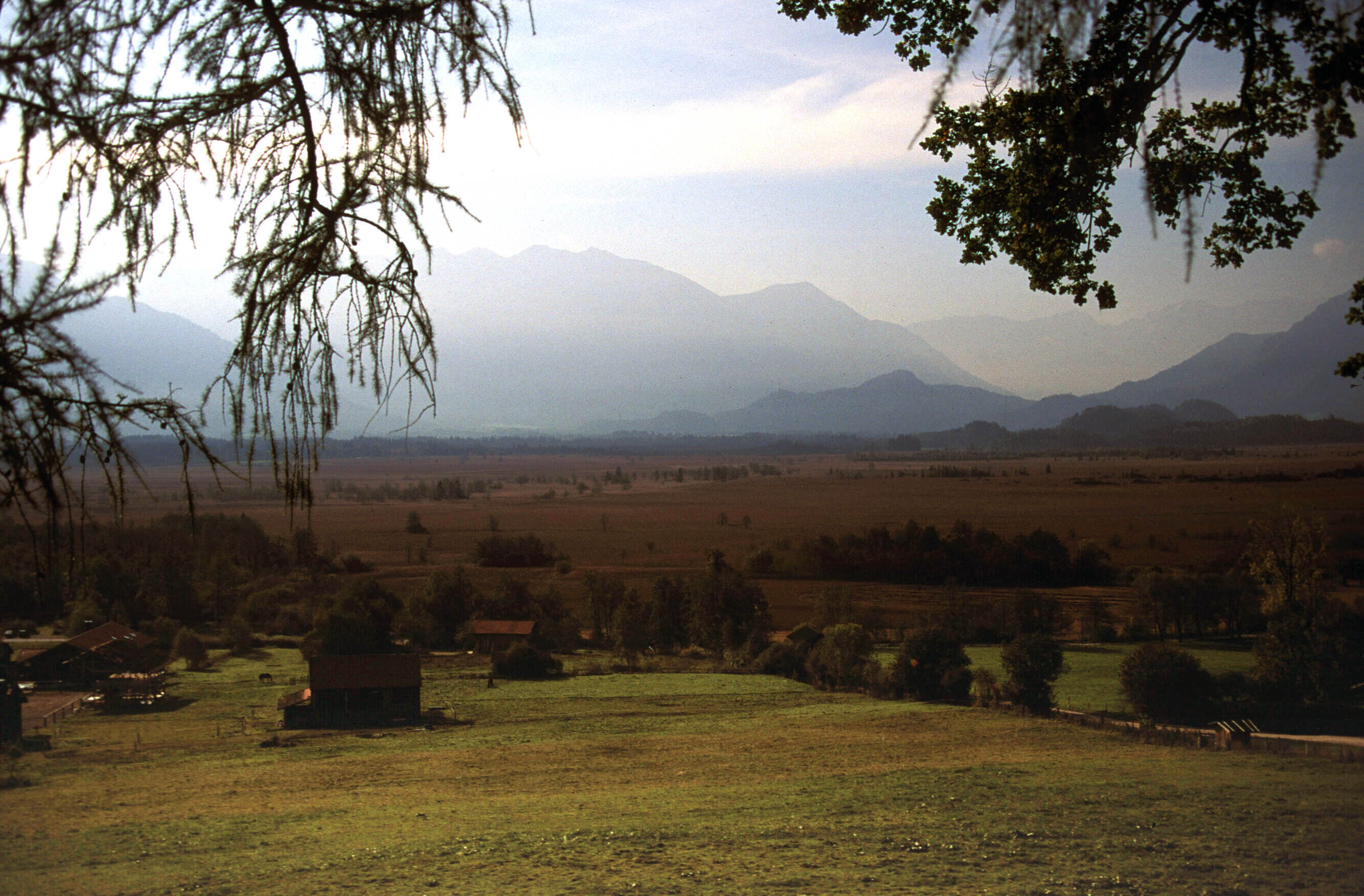
Blick nach Süden über das Murnauer Moos, im Hintergrund die Alpen

Das Murnauer Moos liegt im Landkreis Garmisch-Partenkirchen am Nordrand der bayerischen Alpen und südlich von Murnau und Staffelsee. Es ist mit 32 km² Fläche das größte zusammenhängende, naturnah erhaltene Moorgebiet Mitteleuropas.

## Lage und Entstehung
Das Murnauer Moos entstand nach der letzten Eiszeit im Zungenbecken des Loisachgletschers, das im Norden von einem Rücken aus subalpiner Molasse begrenzt wird. Der Vorlandgletscher erstreckte sich ursprünglich bis weit über den heutigen Ammersee hinaus nach Norden. Als die Gletscher sich vor etwa 15.000 bis 10.000 Jahren zurückzogen, entstand ein nacheiszeitlicher Zungenbeckensee. Unterschiede im geologischen Untergrund sorgten für verschiedene Entwicklungen von dessen einzelnen Abschnitten. Aus dem südlichsten Teil entstand das Murnauer Moos, es versumpfte im Staubereich des Molasserückens, der den Abfluss über das heutige Loisachbett nach Osten erzwang, sobald der Wasserspiegel unter die Kammhöhe des Rückens gefallen war. Nördlich des Rückens schließt der Staffelsee an. Er ist im Westen von weiteren Mooren umgeben. Noch weiter nördlich folgen das Moränenhügelland und das Ammermoos im Süden des Ammersees, der Ammersee und das Ampermoos an dessen nördlichem Abfluss.
Das Murnauer Moos entstand durch Verlandung im Laufe der Zeit, als die abgelagerten Tonminerale versumpften und sich zu einer ausgedehnten Moorfläche entwickelten. Das Gebiet umfasst eine vielfältige Landschaft mit Streuwiesen, Nieder- und Übergangsmooren, Quelltrichtern, Altwasser und voll ausgebildeten Hochmooren.
Das Moor wird von zahlreichen Bächen durchflossen. Die größten Fließgewässer sind die Ramsach, die im Schwaigener Ortsteil Plaicken entspringt und in die Loisach mündet, und der Lindenbach, der in Bad Kohlgrub entspringt und in die Ramsach mündet.
Eine Besonderheit sind die im Süden des Gebietes über die ebene Moorfläche dunkel emporragenden Köchel. Dabei handelt es sich um dicht bewaldete Felskuppen, die aus hartem Glaukoquarzit bestehen und in der Kreidezeit des Helvetikums entstanden. Sie waren Inseln im See und wirken heute in ähnlicher Form im Moos, da sich auf ihnen wegen des schwierigen Zugangs Waldökosysteme erhalten haben, die andernorts durch forstwirtschaftliche Eingriffe ge- und zerstört sind. Zwei der Köchel wurden industriell abgebaut, die Betriebe sind seit 2001 aber stillgelegt, wurden abgebaut und die Flächen renaturiert.

## Ökosysteme

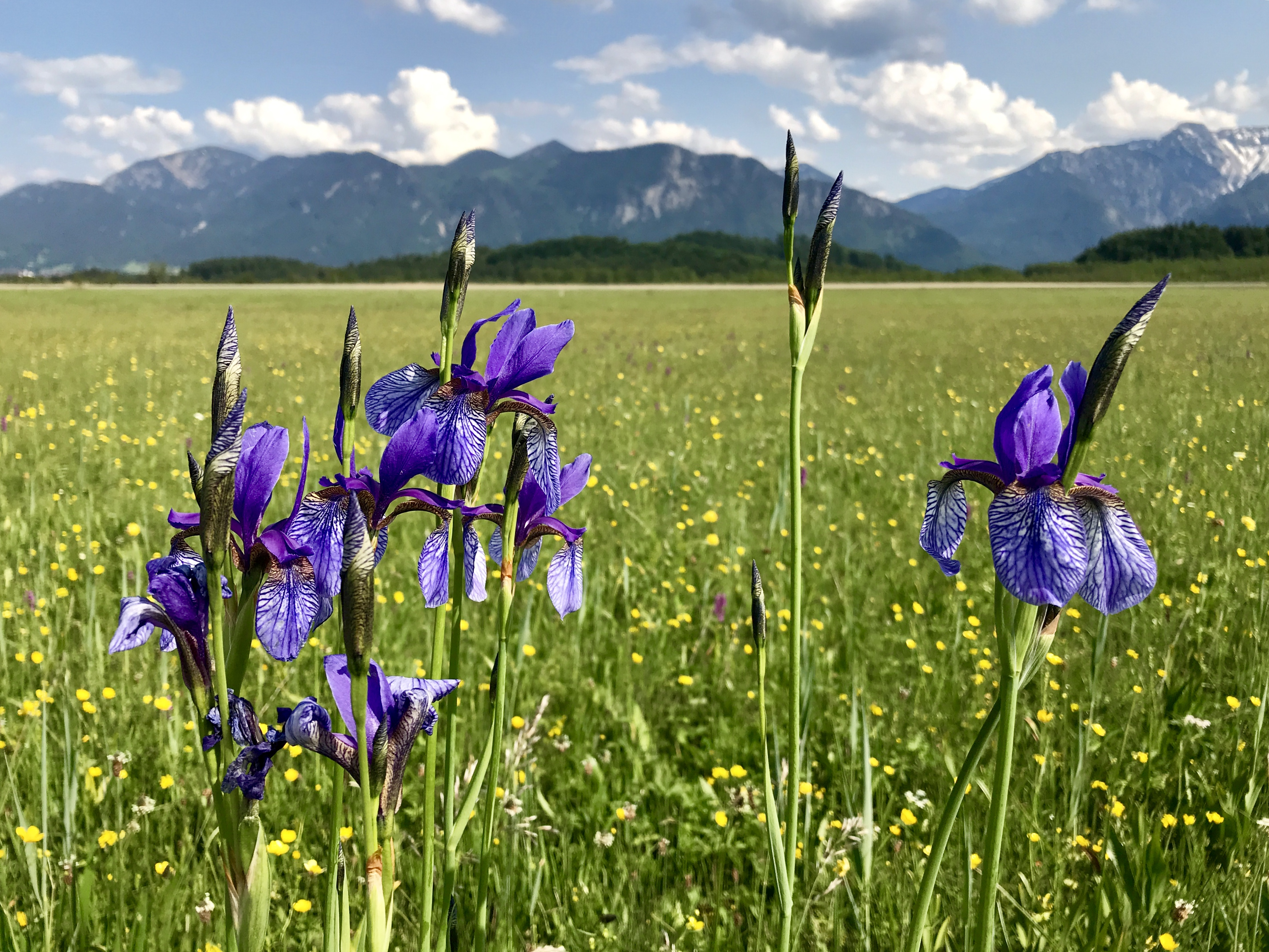
Sibirische Schwertlilien im Murnauer Moos

Trotz der Naturnähe ist auch dieses Moor stark von der Landwirtschaft geprägt, einerseits durch Entwässerung und Nutzungsintensivierung vor allem im Süden als auch durch die Streuwiesennutzung. Letztere ist ein besonderes Kennzeichen und auch Qualitätsmerkmal dieses Moores. Nicht zuletzt auch wegen der Pflege dieser extensiven Nutzflächen bietet das Gebiet heute 946 Pflanzenarten (davon stehen 164 auf der Roten Liste, wie Herbst-Drehwurz, Wanzen-Knabenkraut, Glanzorchis, Sibirische Schwertlilie, Karlszepter, Torfsegge, Zierliches Wollgras, Moor-Binse, Moor-Steinbrech, Heidelbeerweide und Strauch-Birke) und mehreren tausend Tierarten auf den naturbelassenen Restflächen ein Refugium. Etwa zwei Drittel der Flächen sind als Naturschutzgebiet ausgewiesen. Es gibt Überlegungen für die Einrichtung eines Nationalparks.
Zu den Vogelarten des Schutzgebietes zählen unter anderem Zwergtaucher, Großer Brachvogel, Wachtelkönig, Feldlerche, Wiesenpieper, Baumpieper, Waldohreule, Mäusebussard, Turmfalke, Baumfalke, Rohrschwirl, Feldschwirl, Kiebitz, Krickente, Tüpfelsumpfhuhn, Wasserralle, Teichrohrsänger, Bekassine und Raubwürger. Reptilien und Amphibien sind beispielsweise durch Laubfrosch, Gelbbauchunke, Grasfrosch, Erdkröte, Ringelnatter, Kreuzotter, Zauneidechse und Bergeidechse vertreten.

## Geschichte
Auf dem mittlerweile verschwundenen Moosberg waren noch bis in die 1920er Jahre Reste einer römischen Siedlung und Befestigung aus dem 3./4. Jh. n. Chr. zu sehen, die sicherlich in Zusammenhang mit der hier vorbeiführenden Via Raetia zu sehen ist.
Im Sommer 1934 wurde ein über 4,5 Meter breiter römischer Prügelweg mit Kiesauflage im südlichen Teil des Mooses entdeckt. Diese überaus aufwendige Straße, für die 66.000 Knüppel, 3000 Tonnen Ton und Lehm sowie 5000 Tonnen Kies beschafft werden mussten, wurde dem Historiker Werner Zanier zufolge im Jahr 43 n. Chr. für den von der Eroberung Britanniens über Mainz (Mogontiacum  mit dem Drususstein seines Vaters) nach Rom zurückkehrenden römischen Kaiser Claudius angelegt.

## Nutzung
Zwei der Köchel wurden in den Hartsteinwerken am Moosberg und am Langen Köchel (hier durch das Hartsteinwerk Werdenfels noch bis 2001) abgebaut und z. B. zur Pflasterung von Straßen oder als Bahnschotter verwendet. Früher wurden die Steine dazu bis nach München geflößt. Heute werden die Gesteinsabbauflächen renaturiert. Sämtliche Wälder der Köchel und des Moores sind infolge des Naturschutzprojektes und der Schutzverordnung nutzungsfrei und können sich unbeeinflusst entwickeln.

## Naturschutz
Das Murnauer Moos war seit Anbeginn der Besiedelung im jeweiligen Rahmen der Landwirtschaft genutzt worden. Im Mittelalter begann der Abbau von Gestein an den Köcheln durch das Kloster Ettal, eine gewerbliche oder bereits kleinindustrielle Nutzung der Steinbrüche fand wohl schon im 19. Jahrhundert statt.
Das Murnauer Moos war von 1992 bis 2003 Ort eines der größten Naturschutzprojekte der Bundesrepublik Deutschland. Unter der Leitung des Landratsamtes Garmisch-Partenkirchen wurden in 12 Jahren etwa 15 Millionen Euro investiert, um Flächen anzukaufen, die Voraussetzungen für eine naturnahe Entwicklung oder extensive Nutzung wiederherzustellen und Pflegemaßnahmen durchzuführen. Die Finanzierung stammte zu 75 % von der Bundesrepublik Deutschland über das Bundesamt für Naturschutz, nachdem das Murnauer Moos als Naturraum von gesamtstaatlicher Bedeutung eingestuft worden war.
Nicht geheilt werden konnten die schweren Beeinträchtigungen des Wasserhaushaltes durch den Bau der Autobahn A 95 in den 70er Jahren und der anschließenden Entwässerungen durch die Flurbereinigung. Für den Naturschutz kommt es darauf an, in diesem Gebiet die richtige Balance zwischen extensiver Nutzung und Offenhaltung auf der einen Seite und natürlicher unbeeinflusster Entwicklung auf der anderen Seite zu finden.